# ريس تشارلس كوك
ريس تشارلس كوك (بالإنجليزية: Reice Charles-Cook)‏ (8 أبريل 1994 في المملكة المتحدة - ) هو لاعب كرة قدم بريطاني في مركز حراسة المرمى. لعب مع كوفنتري سيتي ونادي أرسنال ونادي بوري ونونيتون بورو ‏ ونادي تشيلمسفورد.

## وصلات خارجية
- ريس تشارلس كوك على موقع ناشيونال فوتبول تيمز (الإنجليزية)
- ريس تشارلس كوك على موقع Soccerbase.com (لاعب) (الإنجليزية)
- ريس تشارلس كوك على موقع Soccerway.com (الإنجليزية)
- ريس تشارلس كوك على موقع عالم كرة القدم.نت (الإنجليزية)